# James Ward Packard
James Ward Packard (* 5. November 1863 in Warren (Ohio); † 20. März 1928 in Cleveland (Ohio)) war ein US-amerikanischer Unternehmer und Ingenieur. Zusammen mit seinem älteren Bruder William Doud Packard begründete er 1890 in Warren, Ohio die Packard Electric Company. Ab 1899 baute er gemeinsam mit ihm und weiteren Partnern Automobile unter seinem Namen. Daraus ging später die Packard Motor Car Company hervor.

## Jugend und Ausbildung
James Ward Packard wuchs mit vier Geschwistern in einer angesehenen Kaufmannsfamilie in Warren auf, deren Vorfahren bereits 1628 aus Schottland eingewandert waren. Sein Vater, Warren Packard, hatte eine bedeutende Kette von Eisenwarengeschäften aufgebaut und betrieb unter anderem ein Sägewerk und ein Hotel. James besuchte die örtliche Grundschule und immatrikulierte sich anschließend an der Lehigh University in Bethlehem, Pennsylvania. Gemeinsam mit seinem Bruder William brachte er als Jugendlicher eine eigene Zeitung heraus, die im elterlichen Wohnhaus gedruckt wurde. Mit dem Gewinn aus dem Zeitungsverkauf finanzierten sich die beiden eine Reise zur Weltausstellung 1876 in Philadelphia. 1873 kauften James Vater Warren und sein Onkel John Packard 25 acres (10 ha) Land in Lakewood am Chautauqua Lake (New York). Auf diesem Grund errichteten sie die Sommerhäuser der Familie. Zum Land gehörte auch das 1870 eröffnete Lakeview House Hotel, in dem die Brüder über den Sommer arbeiteten. William betrieb das Telegrafenbüro des Hotels, James war für den Dampfgenerator zuständig mit welchem das Haus mit Strom versorgt wurde. James war außerdem passionierter Radfahrer und unternahm ausgedehnte Touren mit dem aufkommenden Fahrrad. Während seiner Studienzeit war er der Mannschaftskapitän des Lehigh University Bicycle Club.
Packard blieb seiner Alma Mater zeitlebens in Dankbarkeit verbunden. Nach seiner Promotion in Ingenieurwissenschaften im Jahr 1884 nahm er eine Stelle im Generatorenraum des Glühlampen-Pioniers Sawyer-Mann Electric Company in New York an. Einen Monat später war er für diesen Raum verantwortlich und bereits im November 1884 stand er der Mechanik-Abteilung der Firma vor. In diese Zeit fallen seine ersten Patente für einen magnetischen Schaltkreis und eine Glühlampe; letzteres wurde an die Firma Westinghouse verkauft.

## Packard Electric Company
Glühlampen und elektrische Energie waren zu dieser Zeit noch relativ neu; Thomas Alva Edison hatte erst 1880 ein Patent darauf erhalten. Der Aufbau der elektrischen Beleuchtung für Industrie und Haushalt sowie von Versorgungsnetzen versprach ein zukunftsträchtiges Geschäft zu werden.
1890 kehrte Packard nach Warren zurück und gründete gemeinsam mit seinem Bruder William und den Partnern C.F. Clapp, M.B. Tayler und Jacob Perkins die Packard Electric Company, welche mit anfangs zehn Mitarbeitern Dynamos, Glühlampen, Kabel und elektrische Geräte herstellte. James wurde Geschäftsführer, sein Bruder Finanzchef des Unternehmens. Die Firma gehörte zu den ersten, welche ihre Maschinen mit elektrischer Energie betrieb. Packard Electric entwickelte als erste in den USA eine elektrische Straßenbeleuchtung und die Heimatstadt der Brüder, Warren, erhielt 1911 eine solche.

## Automobile
1891 riefen die beiden Brüder Packard die New York & Ohio Company ins Leben, welche sich auf die Herstellung von Glühbirnen und Transformatoren konzentrierte.
Erste Entwürfe für ein Automobil zeichnete James Ward Packard bereits 1893. Während einer Europareise 1895 interessierte sich William für französische Entwicklungen. Das war wohl der Auslöser, dass James Ende Jahr ein De Dion-Bouton Tricycle kaufte. Er untersuchte eingehend seine Funktion, war aber nicht zufrieden mit der Zuverlässigkeit des Vehikels das später sein Neffe Warren Packard, jr. (1892–1929) erhielt.
Ein Eintrag in seinem Tagebuch vom 16. Mai 1896 belegt, dass ein technischer Zeichner (Edward P. Cowles) eingestellt wurde um Pläne für einen „Motorwagen“ auszuarbeiten. Ein Fahrzeug mit Dampf- oder Elektroantrieb scheint Packard nie erwogen zu haben. Am 6. August 1898 erwarb er ein größeres Automobil. Dabei handelte es sich um das 12., das die Winton Motor Car Company produziert hatte. Packard hatte damit bereits bei der eigenhändig vorgenommenen Überführung von Cleveland nach Hause am 3. August große Probleme; für die ca. 65 Meilen (105 km) benötigte das Fahrzeug ca. 11 Stunden und wurde, nachdem es mehrere Male liegengeblieben war, die letzten fünf Kilometer von Pferden gezogen. Aus dem erhalten gebliebenen Tagebuch von James Packard und seiner Korrespondenz ist überliefert, dass er Alexander Winton verschiedene Verbesserungsvorschläge unterbreitete. Dieser, selber ein hervorragender Ingenieur, reagierte mit der Zeit gereizt und veranlasste ihn zur überlieferten Bemerkung, Packard solle besser selber ein Auto bauen, wenn er doch so klug sei. Letztlich war es wohl dieser Disput, der James Packard im Sommer 1899 veranlasste, tatsächlich ein solches Projekt anzufangen.
Wiederum war sein Bruder William beteiligt. Außerdem sicherte er sich die Unterstützung des Investors George L. Weiss, der sich bereits bei Winton finanziell engagiert hatte. Dass er seine Mittel zurückzog und bei Packard investierte, erboste Alexander Winton derart, dass er Weiss’ Auto, der vierte gebaute Winton, aus den offiziellen Statistiken löschen ließ. James Packard warb zudem Wintons Chefmechaniker William A. Hatcher ab. In einer Ecke der New York & Ohio Company richteten sie eine Werkstatt ein. Bereits im November 1899 unternahm James eine erste erfolgreiche Probefahrt. Die Packard-Brüder trafen nun mit Weiss eine Vereinbarung über die Herstellung des Packard-Wagens. Insgesamt fünf dieser Packard Modell A wurden noch Ende 1899 angefangen; der letzte dürfte bis Mitte 1900 fertiggestellt worden sein.
Die Packards, Weiss und Hatcher brachten die Fahrzeugproduktion in eine angemessene Rechtsform, indem sie die Ohio Automobile Company gründeten. William Packard zog sich zu diesem Zeitpunkt aus der Automobilproduktion zurück. Jeder der verbliebenen Partner beteiligte sich mit 3.000 USD. Bereits am 16. Oktober führte James Packard Verhandlungen mit F. S. Terry, dem Besitzer der National Electric Lamp Company über den Verkauf der New York & Ohio Company zwecks Geldbeschaffung für das Autogeschäft. Zu einem Abschluss kam es indes nicht, die Packards behielten die Firma.

## Henry Bourne Joy
Die Ohio Automobile Company benötigte aber dringend eine Kapitalspritze, um den bisherigen Erfolg zu verkraften. Als Investoren trat eine Gruppe von Detroiter Geschäftsleuten um Henry Bourne Joy, Truman Handy Newberry und Phillip H. McMillan auf. An einer denkwürdigen Aktionärsversammlung am 13. Oktober 1902 wurde der Firmenname in „Packard Motor Car Company“ (PMCC) geändert. Die Gruppe übernahm mit Packards Einverständnis die Aktienmehrheit. Zu dieser Zeit arbeitete James Packard an einem Motor, der viele Eigenheiten des Duesenberg Walking Beam vorwegnahm. Packard meldete ihn am 29. Juni 1903 zum Patent an; ausgestellt wurde es am 4. September 1906. Er blieb eine historische Fußnote und wurde nicht realisiert. Der Duesenberg Walking Beam Motor wurde von den Brüdern Fred S. Duesenberg und August S. Duesenberg erst im April 1913 zum Patent eingereicht. Es umfasste den kompletten Verbrennungsmotor. Im August 1914 wurde der Ventiltrieb von diesem Gesuch abgetrennt und der Patentschutz dafür gesondert beantragt. Das U.S. Patent Office bewilligte ihn und stellte das Patent am 30. Oktober 1917 mit der Nummer 1,244,481 aus.
James Packard sollte nach der Änderung der Mehrheitsverhältnisse keine aktive Rolle in dieser Firma mehr spielen, obwohl er noch bis formell 1909 Präsident der Gesellschaft und bis 1915 Mitglied des Aufsichtsrats blieb. Henry B. Joy begegnete ihm stets respektvoll. Unter seiner Führung etablierte sich die Packard Motor Car Company als führender Luxuswagenhersteller in den USA.
William Hatcher trat hingegen bald aus der Firma aus. Nachfolger wurde der Franzose Charles Schmidt, den Joy ihm vorstellte und empfahl. Eine der Bedingungen von Schmidt war, einen Rennwagen bauen zu dürfen. So entstand der Packard Gray Wolf. Im November 1902 trat auch George Weiss von seinem Posten zurück. Auch William Dowd Packard zog sich zurück und übernahm die Leitung der New York & Ohio Company. Ebenfalls James Packards Zustimmung fanden die Produktion mehrzylindriger Motoren und von Nutzfahrzeugen sowie der Umzug der Firma nach Detroit. Im Frühjahr 1903 kaufte die Firma dort ein Grundstück und ließ durch den Architekten Albert Kahn Fabrikanlagen erstellen, welche Baugeschichte schrieben, als erste in Eisenbeton ausgeführte Industriebauten überhaupt. Heute sind nur noch Ruinen davon erhalten. Die Eröffnung der Fabrik erfolgte am 10. Oktober 1903. Zwei Tage zuvor war Packard wegen des Todes seiner Mutter nach Warren zurückgekehrt.
Am 31. August 1904 heiratete James Ward Packard Elizabeth A. Gillmer. Das Paar blieb kinderlos. Auf dem von seinen Eltern geerbten Grundstück in Lakewood errichtete das Paar 1912 ein neues Anwesen das heute noch steht.

## Taschenuhren
James Packard sammelte mit Leidenschaft Taschenuhren und trug eine Sammlung von Weltklasse zusammen. Gemeinsam mit dem Bankier und Financier Henry Graves, jr. (1868–1953) gilt er auf diesem Gebiet als bedeutendster Sammler der USA. Während Graves für sich in Anspruch nehmen konnte, die komplizierteste Uhr seiner Zeit zu besitzen, umfasste Packards Sammlung 17 Patek Philippe, davon eine mit 10 Komplikationen und eine Grande Complication mit 16. Dazu kamen Stücke von Vacheron Constantin Appleton, Tracy & Company (1857–1859; ein Vorläufer der Waltham Watch Company) und andere.
Am 15. Juni 2011 wurden einige Uhren aus dem Besitz von J. W. Packard versteigert. Eine 1919 eigens für ihn hergestellte und auf 200.000 bis 400.000 US-Dollar geschätzte Patek-Philippe erzielte dabei 986.500 US-Dollar und eine 1918 für ihn gebaute Vacheron Constantin 1.762.500 US-Dollar (Schätzwert 250.000 bis 500.000 US-Dollar).
Den größten Teil seiner Sammlung vermachte Packard dem Horological Institute of America (heute American Watchmakers-Clockmakers Institute (AWCI)).

## Späteres Leben

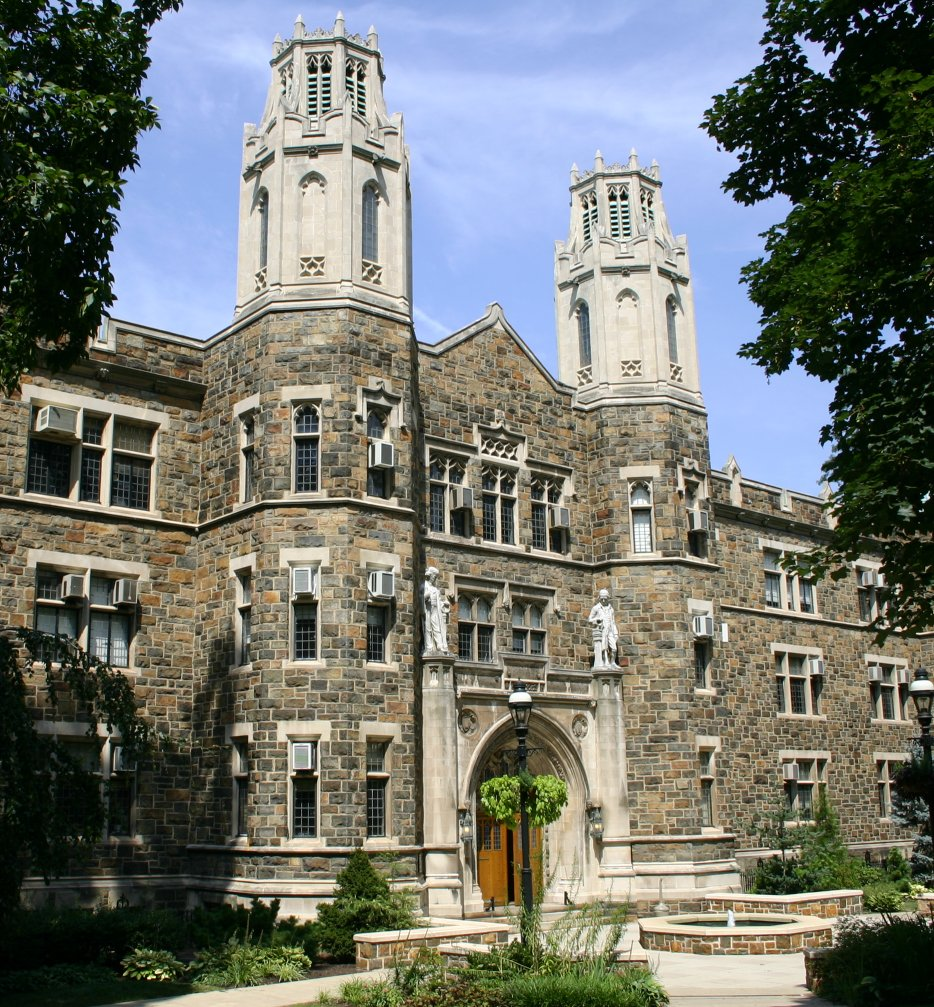
Lehigh University; Packard Laboratory

1915 zog sich James Packard ganz aus dem Geschäftsleben zurück. Seine Verbundenheit mit der Heimatstadt Warren drückte er durch großzügige Spenden aus: 100.000 Dollar stiftete er für eine Bibliothek und über 60 Hektar Land schenkten er und Bruder William 1911 für einen öffentlichen Park. Dieser Packard Park besteht heute noch.
Seine größte Spende erhielt aber die Lehigh University: 1,2 Millionen Dollar. Die Universität errichtete aus diesen Mitteln 1929 das Packard Laboratory, das heute das Rossin College of Engineering and Applied Sciences beherbergt. Außerdem erhielt die Universität das erste Packard-Automobil von 1899 (der erste von fünf Prototypen der Baureihe A) zum Geschenk. Dieses Fahrzeug existiert noch und war lange an der Lehigh University ausgestellt.
Ende 1926 erkrankte James Ward Packard schwer. Die folgenden 16 Monate verbrachte er im Spital. Er verstarb am 20. März 1928. Seine Witwe erlaubte der Packard Motor Car Company, das Wappen der Familie Packard als Logo für deren Automobile zu nutzen, was diese bis 1957 tat.

## Lebenswerk

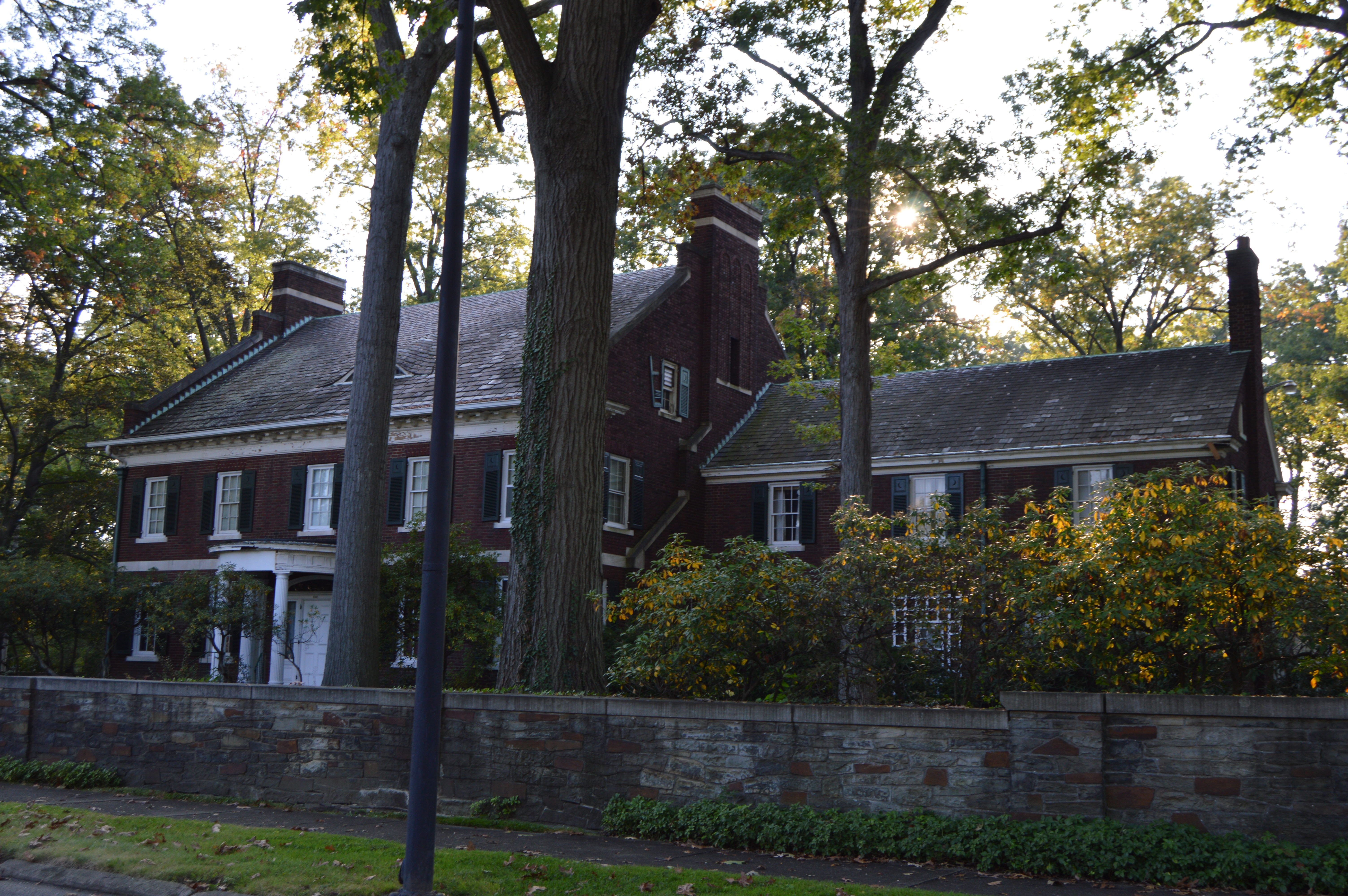
Das 1924 erbaute Heim James Ward Packards an der 319 Oak Knoll Avenue in Warren (Ohio) ist im National Register of Historic Places gelistet.

Der Rückzug aus der Packard Motor Car Company hängt mit der Bedeutung dieser Firma für die Packard-Brüder zusammen. Ihr Kerngeschäft war die Elektrotechnik und sie besaßen mit der Packard Electric Company und der New York & Ohio Company zwei äußerst zukunftsträchtige Unternehmen, welche ihre Aufmerksamkeit erforderten. James Ward Packard und sein Bruder William bauten in lebenslanger Partnerschaft mehrere Firmen auf. James erhielt im Laufe seines Lebens 40 Patente. Packard-Automobile entstanden bis 1958; die Firma hielt in den Zwanzigerjahren bis zu 50 % der Weltproduktion an Luxusfahrzeugen. Packard Electric wurde 1932 an General Motors verkauft. 1978 hatte die Firma rund 13.000 Angestellte. Sie blieb unter diesem Konzerndach aktiv, bis sie 1995 in der Delphi Corporation aufging.
James Ward und William Doud Packard wurden 1999 in die Automotive Hall of Fame aufgenommen, die höchste Ehre, welche die Automobilindustrie zu vergeben hat.